# Лінда Гамільтон
Лінда Керролл Гамільтон (англ. Linda Carroll Hamilton; нар. 26 вересня 1956, Солсбері, Меріленд, США) — американська акторка, відома за роллю Сари Коннор у фільмах «Термінатор» і «Термінатор 2: Судний день».

## Життєпис
Народилася 26 вересня 1956 року в Солсбері, штат Меріленд, США. Її сестра-близнючка Леслі народилася на 6 хвилин раніше (померла 22 серпня 2020 року). Батько загинув в аварії, коли сестрам було 5 років. Мати одружилася з шефом поліції Солсбері. У дитинстві у Лінди була криза близнюків. Через неї Гамільтон потерпає все життя — у неї біполярний афективний розлад. Не лікувалася до 30 років.
Про акторську кар'єру ніколи не мріяла. Кілька років вчилася грати на фортепіано. У школі стала грати у виставах через сестру, їм здавалося кумедним, коли в одній виставі грають дві однакові людини.
Закінчила коледж Вашингтона в Честертауні (штат Меріленд), потім — Інститут Лі Страсберга в Нью-Йорці. 1979 року, закінчивши студію, переїжджає до Каліфорнії.
Кар'єру почала з робіт на телебаченні на початку 1980-х. У кіно дебютувала в 1982 році у фільмі «Гра у вбивство». Роль Сари Коннор у першому «Термінаторі» принесла їй перший великий успіх, а участь у сиквелі (1991) вивела в ранг зірок першої величини. Ця роль принесла їй премію «Сатурн» та нагороду від MTV «за найкращий жіночий образ». Її сестра Леслі грала Т-1000, замаскованого під Сару Коннор, у «Термінаторі 2».
Лінда Гамільтон грала у фільмах «Схід „Чорного Місяця“» (1986), «Кінг-Конг живий» (1986), «Тіньова змова» (1997), «Пік Данте» (1997).
За роботу в телесеріалі «Красуня і чудовисько» номінована на «Еммі» і «Золотий глобус».

## Особисте життя
У 1989 році Лінда Гамільтон купила будинок в Арлі (Франція). Переживши викидень, народила сина Делтона. У грудні розлучилася з його батьком Брюсом Ебботом.
Після виходу «Термінатора 2» переїхала до режисера «Термінатора» Джеймса Кемерона. В лютому 1993 року народила дочку Жозефіну. У шлюбі з ним була з 1997 по 1999 рр.
Лінда Гамільтон з дітьми живе в Малібу.

## Фільмографія
| Рік       |    | Українська назва          | Оригінальна назва                   | Роль                                         |
| --------- | -- | ------------------------- | ----------------------------------- | -------------------------------------------- |
| 1980      | тф |                           | Rape and Marriage: The Rideout Case | Грета Райдаут                                |
| 1982      | ф  |                           | Tag: The Assassination Game         | Сюзан Свейзі                                 |
| 1984      | ф  | Діти кукурудзи            | Children of the Corn                | Вікі Бакстер                                 |
| 1984      | ф  | Термінатор                | The Terminator                      | Сара Коннор                                  |
| 1986      | с  | Вона написала вбивство    | Murder, She Wrote                   | Керол МакДермотт (Епізод: "Menace, Anyone?") |
| 1986      | ф  | Схід «Чорного Місяця»     | Black Moon Rising                   | Ніна                                         |
| 1986      | ф  | Кінг-Конг живий           | King Kong Lives                     | Емі Франклін                                 |
| 1987—1989 | с  | Красуня і чудовисько      | Beauty and the Beast                | Кетрін Чендлер (46 епізодів)                 |
| 1990      | ф  | Містер Доля               | Mr. Destiny                         | Еллен Джейн Берроуз / Робертсон              |
| 1991      | ф  | Термінатор 2: Судний день | Terminator 2: Judgment Day          | Сара Коннор                                  |
| 1994      | ф  |                           | Silent Fall                         | Карен Райнер                                 |
| 1995      | ф  |                           | Separate Lives                      | Лорен Портер / Лена                          |
| 1997      | с  | Фрейзер                   | Frasier                             | Лора (Епізод: "Odd Man Out")                 |
| 1997      | ф  | Пік Данте                 | Dante's Peak                        | Рейчел Вендо                                 |
| 1997      | ф  | Тіньова змова             | Shadow Conspiracy                   | Аманда Ґівенс                                |
| 2010      | с  | Косяки                    | Weeds                               | Лінда (3 епізоди)                            |
| 2010—2012 | с  | Чак                       | Chuck                               | Мері Бартовські (12 епізодів)                |
| 2019      | ф  | Термінатор: Фатум         | Terminator: Dark Fate               | Сара Коннор                                  |
| 2021—-    | с  | Постоялець з космосу      | Resident Alien                      | генерал Маккалістер                          |
| 2025      | с  | Дивні дива                | Stranger Things                     | TBA                                          |